# Collbran
Collbran es un pueblo ubicado en el condado de Mesa en el estado estadounidense de Colorado. En el Censo de 2010 tenía una población de 708 habitantes y una densidad poblacional de 449,61 personas por km².

## Geografía
Collbran se encuentra ubicado en las coordenadas 39°14′24″N 107°57′52″O / 39.24000, -107.96444. Según la Oficina del Censo de los Estados Unidos, Collbran tiene una superficie total de 1.57 km², de la cual 1.57 km² corresponden a tierra firme y (0%) 0 km² es agua.

## Demografía
Según el censo de 2010, había 708 personas residiendo en Collbran. La densidad de población era de 449,61 hab./km². De los 708 habitantes, Collbran estaba compuesto por el 86.58% blancos, el 4.8% eran afroamericanos, el 1.84% eran amerindios, el 0.28% eran asiáticos, el 0.28% eran isleños del Pacífico, el 4.38% eran de otras razas y el 1.84% pertenecían a dos o más razas. Del total de la población el 16.95% eran hispanos o latinos de cualquier raza.